# Бераставички рејон
Бераставички рејон (блр. Бераставіцкі раён; рус. Берестовицкий район) административна је јединица другог нивоа на крајњем западу Гродњенске области у Републици Белорусији.
Административни центар рејона је варошица Велика Бераставица.

## Географија
Бераставички рејон обухвата територију површине 743,58 km² и нјмањи је по површини међу рејонима Гродњенске области. Налази се на крајњем западу Гродњенске области и Републике Белорусије и граничи се са Пољском на западу, на југу је Свислачки рејон, на истоку Вавкавски и Маставски, те на северу Гродњенски рејон.
Највећи део територија рејона обухвата благо заталасано Вавкавско побрђе које се идући ка западу и северозападу постепено спушта ка долинама Њемена и Свислача. Терен углавном лежи на надморским висинама између 160 и 200 метара (максимално до 212 м).
Умереноконтиненталну климу рејона карактеришу прохладне и снежне зиме са јануарским просеком температура од -5 °C, те топла и влажна лета са јулским просеком од 18 °C. Годишња сума павина у просеку је око 560 мм, а вегетациони период траје до 200 дана.
Под шумама је око 15% рејона, а око 7,6% заузимају мочварна подручја.

## Историја
Рејон је основан 15. јануара 1940. као Кринкавски рејон, а садашње име носи од 1944. године.

## Демографија
Према резултатима пописа из 2009. на том подручју стално је било насељено 18.017 становника или у просеку 24,23 ст/км².
| 1959.  | 1970.  | 1979.  | 1989.  | 1999.  | 2009.  |
| ------ | ------ | ------ | ------ | ------ | ------ |
| 28.383 | 25.826 | 23.340 | 21.275 | 21.311 | 18.017 |

Основу популације чине Белоруси (70,04%), Пољаци (21,69%), Руси (5,77%), Украјинци (1,24%) и остали (1,26%).
Административно рејон је подељен на подручје варошице Велика Бераставица која је уједно и административни центар рејона, и на 8 сеоских општина. На територији рејона постоје укупно 127 насељена места.